# Gare de Shiroi
La gare de Shiroi (白井駅, Shiroi-eki) est une gare ferroviaire japonaise, située sur le territoire de la ville de Shiroi dans la préfecture de Chiba. Elle dessert notamment l’hôtel de ville, le centre culturel et le bureau de poste de la ville.
C'est une gare de la compagnie Hokuso-Railway.

## Situation ferroviaire
La gare de Shiroi est située au point kilométrique (PK) 17,8 de la ligne Hokusō. Elle est encadrée par les gares de Nishi-Shiroi et de Komuro.

## Histoire
La gare de Shiroi est mise en service le 9 mars 1979. Le 17 juillet 2010, un système de numérotation est introduit sur la ligne et la gare porte le numéro HS10.

## Service des voyageurs

### Accueil
Elle dispose d'un bâtiment voyageurs situé au dessus du quai central qui dessert deux voies

### Desserte
- Ligne Hokusō :
  - voie 1 : direction Higashi-Matsudo, Shin-Kamagaya , Keisei Takasago, Keisei Ueno, Oshiage, Shinagawa et Aéroport de Haneda
  - voie 2 : direction Imba Nihon-idai et Aéroport de Narita